# Zara Larsson
Zara Maria Larsson (født 16. december 1997 i Stockholm) er en svensk sangerinde, der blandt andet står bag hittene "Symphony", "Bad Boys" og "Carry You Home".
Hun vandt finalen i TV4's "Talent 2008", hvor hun vandt med sangen, "My Heart Will Go On" af Céline Dion. Hun har skrevet en kontrakt med det svenske pladeselskab "TEN Music Group" i 2010 og har derefter udgivet sange som "Lush Life", "Never Forget You" med MNEK og "Ain't My Fault".

## Diskografi

### EP'er
| Albumtitel  | Detaljer                                            |
| ----------- | --------------------------------------------------- |
| Introducing | - Udgivet: 21. januar 2013 - Label: TEN Music Group |